# Trimma sheppardi
Trimma sheppardi és una espècie de peix de la família dels gòbids i de l'ordre dels perciformes.

## Morfologia
- Els mascles poden assolir 1,9 cm de longitud total.[3][4]

## Hàbitat
És un peix marí de clima tropical i associat als esculls de corall fins als 23 m de fondària.

## Distribució geogràfica
Es troba des del Golf d'Aqaba fins a Kagoshimo (Japó). També és present a les Seychelles.